# Kruis van Verdienste (Nederland)
Het Kruis van Verdienste is een Nederlandse onderscheiding voor Nederlanders en buitenlanders, die zich "in het belang van de Nederlandse staat in verband met vijandelijke actie door moedig en beleidvol optreden hebben onderscheiden".
Tijdens de Tweede Wereldoorlog werden door de Nederlandse regering in Londen bij koninklijk besluit van 20 februari 1941 enige nieuwe onderscheidingen ingesteld, waaronder het Kruis van Verdienste. Aanwezigheid aan het werkelijke front is voor dit kruis geen vereiste.
Het Kruis van Verdienste kon, zo bepaalde het koninklijk besluit, worden uitgereikt "aan Nederlandse onderdanen of vreemdelingen, die zich in verband met vijandige actie door moedig of beleidvol optreden hebben onderscheiden en daarmee het belang van het Koninkrijk hebben gediend". Het kruis kan ook postuum worden uitgereikt.
Een bijzondere bepaling in het koninklijk besluit is artikel 8: "In bijzondere gevallen is de Bevelhebber der Nederlandsche Strijdkrachten bevoegd het Kruis van Verdienste onmiddellijk toe te kennen aan een militair onder zijn bevel, indien deze militair zich op het slagveld in verband met vijandelijke actie door moedig en beleidvol optreden heeft onderscheiden en daarmede het belang van het Koninkrijk heeft gediend." Prins Bernhard der Nederlanden had dus het recht om deze onderscheiding te verlenen.
De onderscheiding kon ook weer worden ontnomen. Dat zou het geval zijn bij het toekennen van een hogere onderscheiding, omdat in Nederland de regel geldt dat men voor een en hetzelfde wapenfeit slechts eenmaal kan worden onderscheiden. Daarnaast kan het kruis worden afgenomen "van hen, die zich de onderscheiding niet waardig tonen".
De onderscheiding is vaak verleend aan Engelandvaarders. 862 van hen kregen het Kruis van Verdienste, ook leden van de Binnenlandse Strijdkrachten zijn met het Kruis van Verdienste onderscheiden.

## Kruisen van Verdienste als dapperheidsonderscheiding
Het kruis was niet alleen een onderscheiding voor verdiensten, maar kon ook voor betoonde moed en leiderschap worden uitgereikt. Het koninklijk besluit no. 1 van 15 mei 1941 bepaalde dat de onderscheiding ook kon worden toegekend "... aan hen, die zich in verband met vijandige actie door bijzonder moedig of beleidvol optreden hebben onderscheiden". In dat geval zou het "Kruis van Verdienste met Gesp" kunnen worden toegekend. De gesp was van brons en had een afmeting van 35 bij 4 millimeter. Op de voorzijde en daarop waren twee takken van samengebonden laurierbladeren binnen een hoge rand afgebeeld.
Deze gesp is in 1944 alweer afgeschaft omdat toen een nieuwe, meer exclusieve, dapperheidsonderscheiding werd ingesteld. In 1956 kregen de dragers van het Kruis van Verdienste met Gesp de mogelijkheid om hun onderscheiding in te leveren om in plaats daarvan een Bronzen Leeuw te ontvangen.
Na de instelling van het Kruis van Verdienste werd rekening gehouden met de mogelijkheid dat een gedecoreerde voor een tweede maal voor betoonde bijzondere moed en leiderschap zou worden voorgedragen voor een gesp. Van een bijzondere gesp voor dergelijke toekenningen is echter niets gekomen.
Bij een tweede of derde toekenning in verband moedig of beleidvol optreden zou men een goudkleurig Arabisch cijfer "2" of "3"  op het lint van het decoratie mogen vastmaken.
In 1947 werd nog een voorstel gedaan om de gedecoreerden die daadwerkelijk bij gevechtsacties betrokken waren geweest een palmtak toe te kennen. Deze palm zou dan op het lint kunnen worden gedragen. Dit voorstel werd niet gehonoreerd, omdat de regering "de decoratie in de huidige vorm voldoende vond".

## Uitvoering

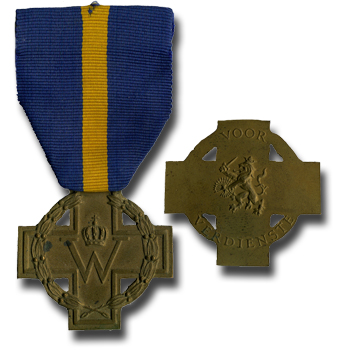
Kruis van Verdienste uit 1941
(Er zijn meerdere uitvoeringen)

Het door de heer L. Bohlken ontworpen Kruis van Verdienste is een vierarmig rechthoekig bronzen kruis met daarop een gekroonde " W" binnen een lauwerkrans die op de armen doorloopt. Op de keerzijde staat "voor verdienste" gegraveerd. Het kruis is 35 millimeter breed. Leveranciers waren de Britse firma's J.R. Gaunt & Son en Spink & Son. Er zijn dan ook verschillende versies gebruikt die in uitvoering iets van elkaar verschillen.
Het kruis is bevestigd aan een 37 millimeter breed lint van nassaublauw met in het midden een 6 millimeter brede verticale streep oranje. De bevestiging van het kruis aan het lint wijkt sterk af van alle andere onderscheidingen. Deze hangen aan een ring. Het Kruis van Verdienste hing aanvankelijk aan een zware beugel.
De in de Tweede Wereldoorlog gebruikte linten zijn nassaublauw met een 6 millimeter brede geelkleurige streep. Latere linten zijn herkenbaar aan hun donkere oranje middenstreep.
Het kruis werd in de oorlog uitgereikt in een marineblauw lederen doosje. Bij het kruis werd een stoffen baton meegeleverd. Op deze batons in de kleuren van het lint konden kleine cijfers worden aangebracht. Het bezit van een gesp voor bijzonder moedig of beleidvol optreden kon door het aanbrengen van een miniatuur van de gesp op de baton worden getoond.

## 21ste eeuw
Alle voordrachten voor het Kruis van Verdienste worden beoordeeld door de Commissie Dapperheidsonderscheidingen van het Ministerie van Defensie. De minister van Defensie doet de voordracht aan de koning, die het Kruis van Verdienste bij koninklijk besluit toekent.
De onderscheiding was al sinds de Korea-oorlog niet meer verleend, maar in 2005 ontvingen twee militairen deze onderscheiding tijdens de eerste Veteranendag. Ook in 2007 werden weer vijf militairen onderscheiden.
Op 16 oktober 2008 decoreerde minister van Defensie Eimert van Middelkoop zes militairen in Bronbeek met een Kruis van Verdienste. Allen hadden in Afghanistan gediend. Vijf militairen konden de ceremonie bijwonen, soldaat Wesley Schol werd postuum onderscheiden voor het redden van korporaal Aldert Poortema. Zijn ouders woonden de ceremonie bij.
Op 7 oktober 2009 decoreerde minister van Defensie Eimert van Middelkoop zestien militairen met een dapperheidsmedaille. Het betrof tweemaal de Bronzen Leeuw, driemaal een Bronzen Kruis en elf Kruizen van Verdienste. Acht van deze onderscheidingen werden op de KMA in Breda uitgereikt. Zeven commando's kregen hun onderscheiding achter gesloten deuren. Een Bronzen Leeuw werd postuum uitgereikt aan Björn Peterse, een commando die bij een oefening om het leven kwam.
Op 14 april 2010 werden 15 militairen onderscheiden vanwege hun acties in Afghanistan. Er werden negen Kruizen van Verdienste en zes Bronzen Kruizen uitgereikt, deels op het Plein, deels in de Julianakazerne.
Op 3 juni 2010 werd een militair onderscheiden met het Kruis van Verdienste voor zijn daden in Srebrenica.
Vanaf 1 januari 2017 moeten de voordrachten voor het Kruis van Verdienste uiterlijk tien jaar na de actie waarvoor het wordt voorgedragen zijn ingediend.

## Decorandi
- Anton Abbenbroek
- Pierre Louis d'Aulnis de Bourouill
- Jaap Beekman
- Harry Blaauw
- Johan Eekels
- Bob de Geus
- Erik Hazelhoff Roelfzema
- Jan de Hartog
- Leo Hendrikx
- Petertje van den Hengel
- Rie Knapper
- Gerrit Kroon
- Chris van Oosterzee
- Jan Marginus Somer
- Bram van der Stok
- Cornelis Knulst
- Robbie Wijting